# 1881 na política

## Nascimentos
| Data            | Nome             | Profissão                             | Nacionalidade | Observações | Ref |
| --------------- | ---------------- | ------------------------------------- | ------------- | ----------- | --- |
| 27 de fevereiro | Sveinn Björnsson | presidente da Islândia de 1944 a 1952 | Islândia      | m. 1952     |     |

## Mortes
| Data | Nome | Profissão | Nacionalidade | Observações | Ref |
| ---- | ---- | --------- | ------------- | ----------- | --- |